# La Novel·la Teatral Catalana
La Novel·la Teatral Catalana fou una publicació d'obres de teatre tant d'autors catalans com traduccions d'autors estrangers. Es va editar durant uns cinc anys, entre el desembre de 1918 fins a l'any 1922, almenys.
Molts números contenien inicialment, a més de l'obra de teatre, un parell de fulls de crònica i informació teatral, escrits sota el pseudònim d'Àngel del Bell-Camí. La col·lecció va aparèixer amb les normes de no voler fer la competència a cap publicació de l'època i fer feina positiva en el camp del teatre. També la d'ésser sincer, imparcial, catalanista i donar suport als joves autors. Criticaven algunes gestions del Teatre Romea, o als crítics castellans que desfavorien les obres catalanes o no les entenien bé.
Es van publicar, almenys, fins a setanta números. Generalment, s'imprimia i/o s'administrava des de la Impremta Ràfols del carrer Portaferrissa n.15 de Barcelona. Miquel Poal-Aregall va ser-ne director.
Van publicar obres d'autors com: Pitarra, Amichatis, Lluís Capdevila, Pompeius Gener, Sidney Garrick, entre molts d'altres. Tenia un preu de 30, 40 o 50 cèntims, depenent de l'any o l'exemplar. La idea inicial era que es publiqués quinzenalment, però per diferents motius no sempre es podia complir.

## Títols d'alguns exemplars[4]

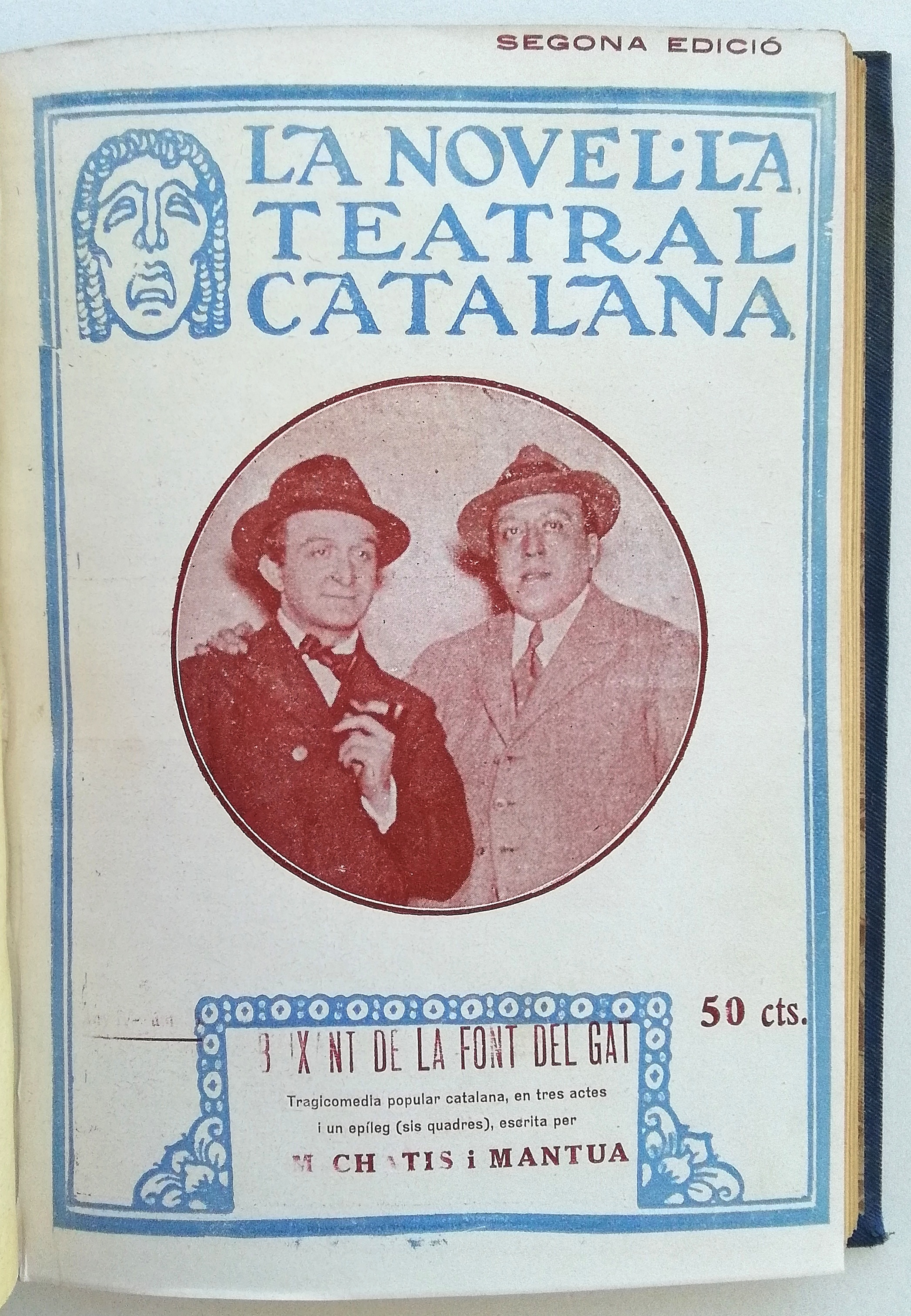
Baixant de la font del gat, una de les primeres edicions d'aquesta obra immensament popular a la Barcelona dels anys 1920.

1. Frederic Soler (Pitarra), Les eures del Mas[5]

1. Ambrosi Carrion, L'altre Fill
2. Conrad Colomer, La parentela

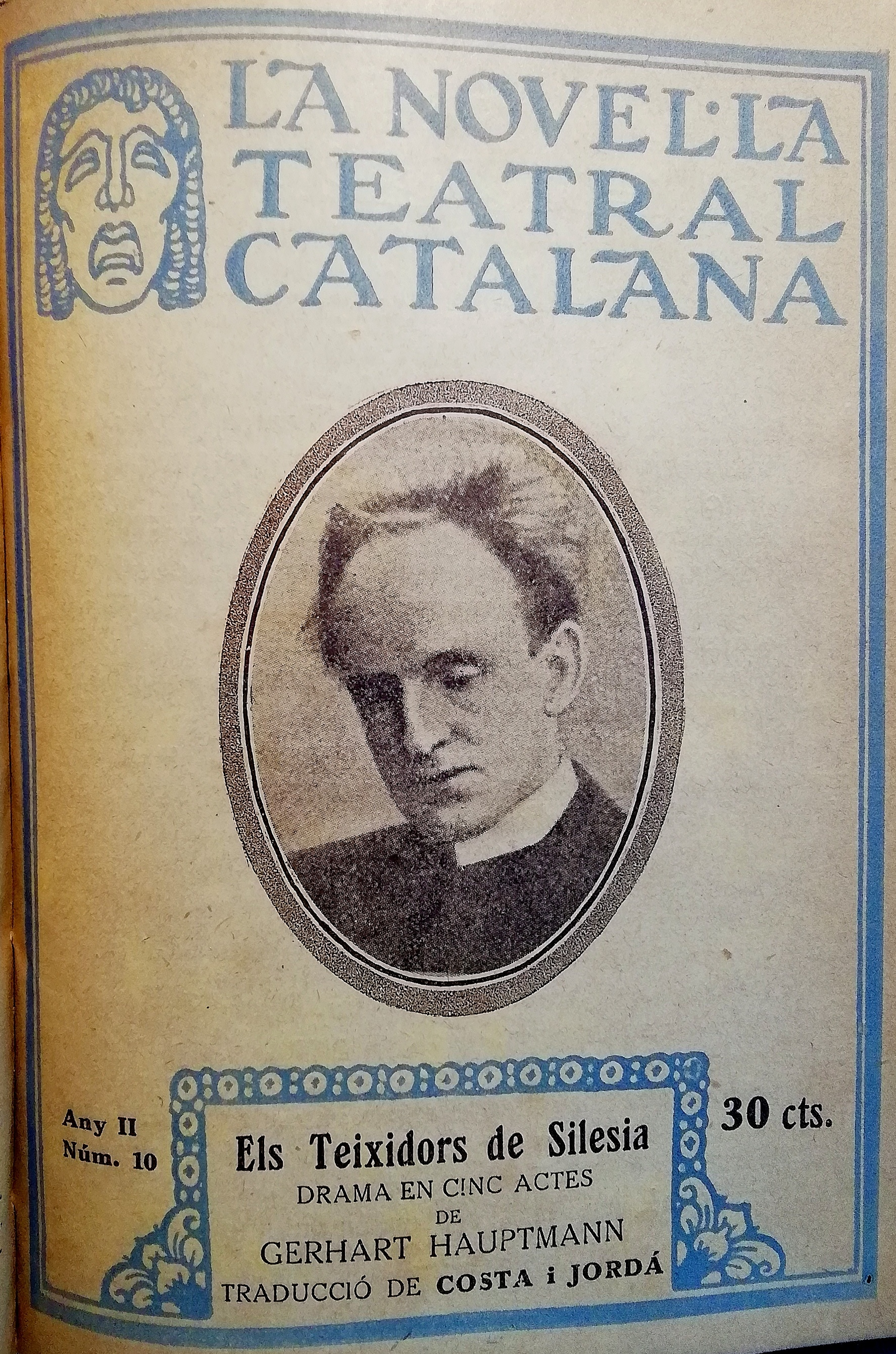
Els Teixidors de Silèsia de Gerhart Hauptmann, traducció publicada l'any 1919

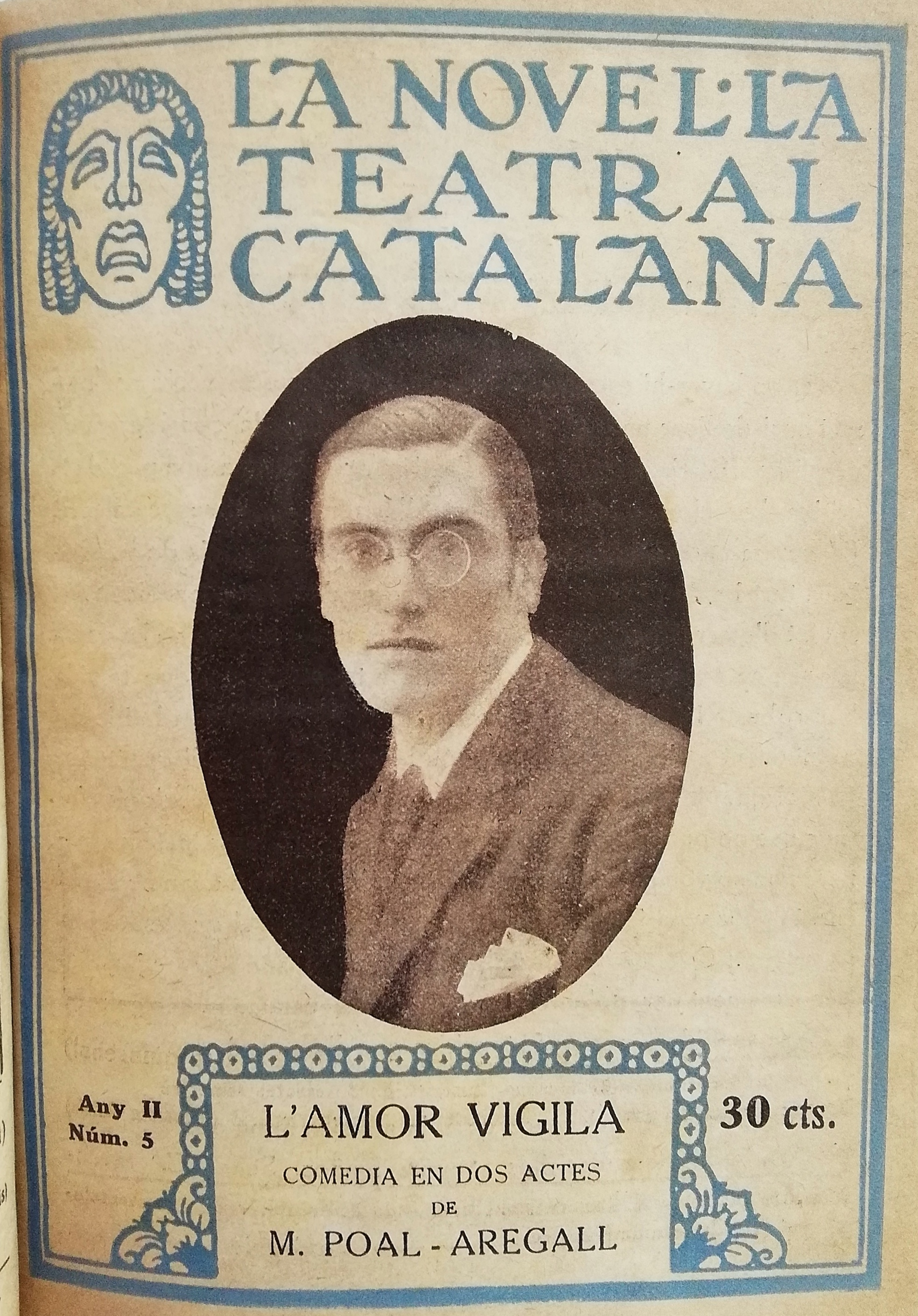
L'Amor Vigila de Miquel Poal i Aregall, publicada l'any 1919

1. Émile Fabre (traducció: Amichatis), La carrera de ministre
2. Miquel Poal i Aregall, L'Amor vigila
3. Henry Bataille (traducció: Carles Costa), La Verge boja[6]
4. Loránd Orbók (traducció: Carles Capdevila), El cavaller de Seintgalt
5. Émile Verhaeren (traducció: Carles Capdevila), El claustre
6. Josep Ma. Folch i Torres, Blaiet, vailet[7]
7. Gerhart Hauptmann (traducció: Carles Costa i Josep Ma. Jordà), El Teixidors de Silesia
8. Salvador Vilaregut, La mà de mico
9. Goldoni (traducció: A. Carrion), La vídua desitjada
10. Pere Cavallé, La Terra
11. Pompeu Crehuet, Comèdia d'amor
12. Lluís Puiggarí (adaptació), Mirallets per a caçar aloses
13. Rossend Llurba (pròleg), El cuplet català
14. Joan Puig i Ferreter, La Dama alegre[8]
15. Lluís Capdevila i M. Fontdevila, L'auca de la cupletista
16. Manuel Fontdevila i Lluís Capdevila, Les dones del Music-Hall
17. J. Iglesias Guizard, El Vistaire
18. Ferrer i Codina, Toreros d'hivern
19. Zorrilla (traducció: D. Emili Costa), Don Joan tenori
20. Lambert Escaler, Els últims rovellats
21. Josep Ma. Folch i Torres, Com els ocells
22. Pierre Frondaie (traducció: Salvador Vilaregut), Montmartre
23. Prudenci Bertrana, Les ales d'Ernestina[9]
24. Josep Ma. Folch i Torres, La resposta
25. Sidney Garrick (traducció: Amichatis), Carn de dona
26. Julio Dantas (traducció: I. Ribera-Rovira), Mil vintitres
27. Lluís Capdevila, La tragèdia del xalet
28. M. Poal i Aregall i Ramon Portusach, Una dona en comandita
29. Amichatis i Màntua, Baixant de la font del gat[10]
30. Francesc Camprodon, Marina
31. Manuel Fernández, Que és gran Barcelona!!!
32. Pompeius Gener, L'Agència d'informes comercials
33. Antoni Paso i Joaquim Dicenta (traducció: Lluís Capdevila), La rectoria
34. August Novelli i Giuseppe Pietri (traducció: Josep Parera), La gata maula
35. Carles Rubió Antic, La tornada d'en Nandu
36. Louis Verneuil (traducció: Amichatis), Vostè serà meva!
37. Francesc Camprodon, La teta gallinaire
38. Francesc Camprodon, La tornada del titó[11]